# Ciriacremum setosum
Ciriacremum setosum är en insektsart som beskrevs av Crawford 1914. Ciriacremum setosum ingår i släktet Ciriacremum och familjen rundbladloppor. Inga underarter finns listade i Catalogue of Life.